# ایستگاه کیکیو کاماتا
ایستگاه کیکیو کاماتا (به ژاپنی: 京急蒲田駅 Keikyū Kamata-eki) یک ایستگاه راه‌آهن در اوتا-کو، توکیو است.